# Koeler (laboratoriumglaswerk)
Een koeler of condensor of condenser is een type laboratoriumglaswerk dat gebruikt wordt om hete gassen, dampen of vloeistoffen af te koelen. De meest algemene opbouw van een koeler is een holle glazen buis (meestal kolom genoemd) met daarin een dunnere holle glazen buis. De tussenruimte wordt gebruikt om een koelmiddel (meestal koud water) door te laten stromen. Dat gebeurt middels twee kleine buisjes, waaraan een waterslang kan gekoppeld worden. De ene dient om het koelwater binnen te laten, de andere om het weer buiten te laten stromen. In de dunne glazen buis stromen de hete dampen of vloeistoffen, die door indirect contact met het koude water afkoelen (of voor gassen: condenseren).
| |
| Algemene opbouw van een koeler: 1. Instroom van het koelwater 2. Uitstroom van het koelwater 3. Reservoir van het koelwater 4. Holle buis met condenserende gassen De blauwe pijlen geven de stroomrichting van het koelwater weer, de rode pijlen de stroomrichting van de condenserende gassen. |

De uiteinden van de glazen buizen zijn samengesmolten, zodat het koelmiddel geen rechtstreeks contact maakt met de te condenseren gassen. De uiteinden bezitten meestal ook een slijpstuk, waardoor ze op andere stukken glaswerk kunnen gemonteerd worden.
Soms worden meerdere koelers aan elkaar gekoppeld. Dat wordt gedaan om bepaalde moeilijk condenseerbare gassen meer tijd te geven om te condenseren. Andere koelers, zoals de vigreuxkolom, maken gebruik van een ander soort binnenwerk om het contactoppervlak te vergroten.

## Toepassingen

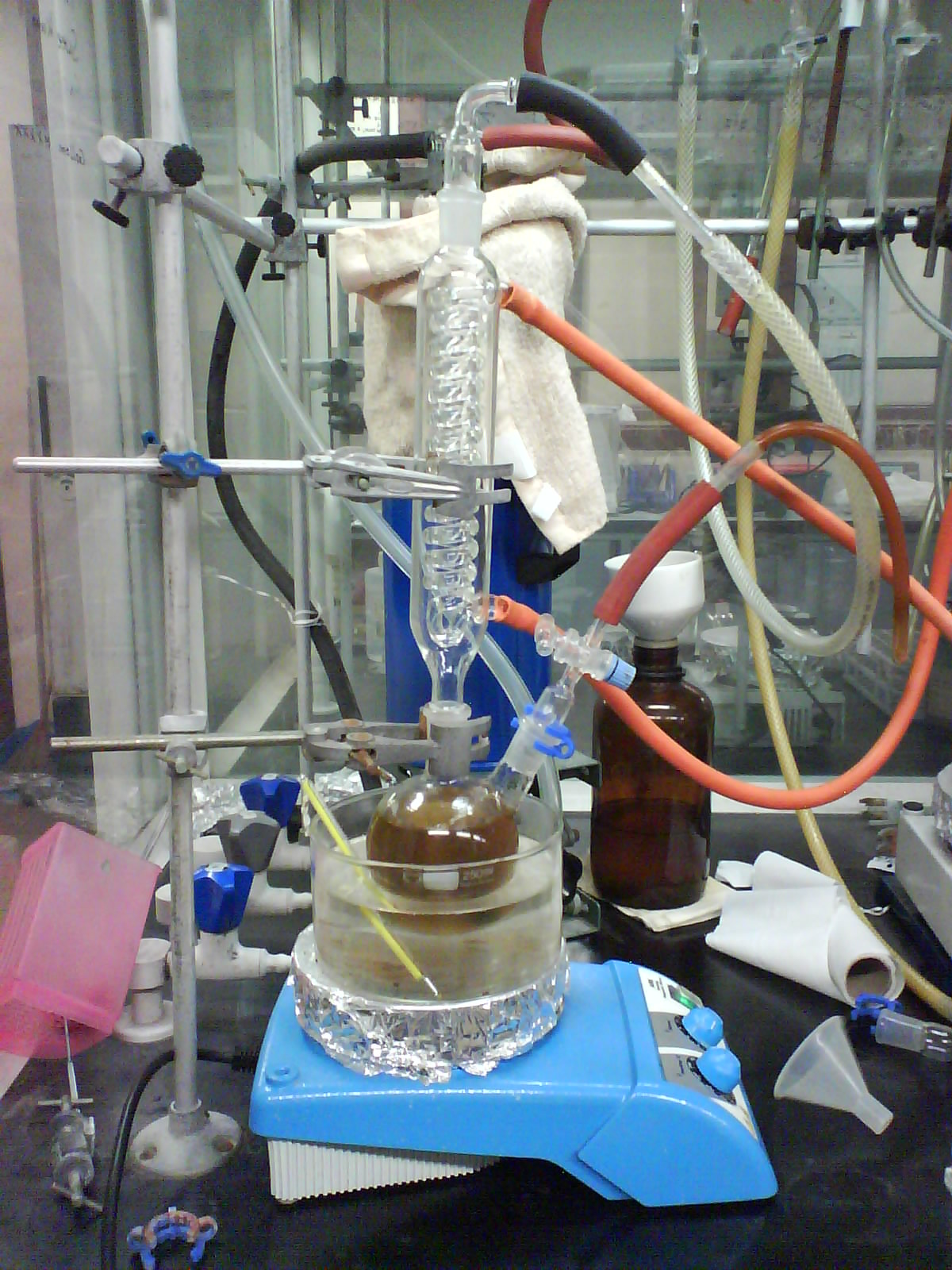
Het gebruik van een grahamkoeler bij het refluxen van tolueen met natriumbenzofenon. De koeler zorgt ervoor dat het vluchtige tolueen niet verdampt uit het reactiemengsel.

Koelers kennen diverse toepassingen bij allerhande laboratoriumhandelingen. Een grote toepassing wordt gevonden bij het refluxen, waarbij een gas wordt gecondenseerd tot vloeistof en vervolgens weer teruggevoerd in het systeem. Dit voorkomt het verlies aan oplosmiddel door verdamping, wanneer een reactiemengsel over een lange periode moet worden verwarmd.
Een andere toepassing van koelers is bij destillaties, waarbij de gedestilleerde dampen worden afgekoeld en gecondenseerd tot vloeistoffen. Daardoor kunnen vluchtigere stoffen (stoffen met een lager kookpunt) afgescheiden worden van een reactiemengsel. Voor eenvoudige destillaties (bijvoorbeeld de destillatie van ethanol uit wijn) wordt meestal gebruikgemaakt van een liebigkoeler. Bij fractionele destillatie wordt een vigreuxkolom gebruikt.

## Typen
Koelers bestaan er in verschillende maten en gewichten. Het type is afhankelijk van het soort toepassing. Er wordt algemeen, op basis van de koelmethode, een onderscheid gemaakt in twee typen:
- Luchtgekoelde koelers: dit type koelers wijkt af van de normale opbouw, omdat ze niet in het bezit zijn van een dubbel-buizensysteem. De lucht rond de koeler zorgt voor voldoende afkoeling.
- Watergekoelde koelers: dit type koelers heeft een opbouw zoals in de inleiding beschreven.

### Luchtgekoeld

#### Luchtkoeler
Een luchtkoeler is de meest eenvoudige koeler. Hij bestaat uit een enkele kolom, waarbinnen een heet gas of vloeistof wordt geleid. Deze wordt eenvoudigweg gekoeld door de lucht. Dit principe is vergelijkbaar met dat van een retort. Dat werd reeds door alchemisten in de middeleeuwen toegepast. Een luchtkoeler wordt voornamelijk gebruikt bij fractionele destillatie en condensaties bij hoge temperatuur.
Een gewone liebigkoeler kan omgebouwd worden tot een luchtkoeler door er geen water, maar gewoon lucht door te laten stromen.

#### Vigreuxkolom
Een vigreuxkolom is een aangepaste versie van een luchtkoeler. De kolom heeft geen gladde binnenwand, maar een serie van naar beneden wijzende glazen uitstulpingen. Deze zorgen voor een verhoging van het contactoppervlak, zonder dat daarbij de lengte van de kolom moet gewijzigd worden. Vigreuxkolommen worden gebruikt als fractionatiekolom bij gefractioneerde destillaties.

### Watergekoeld

#### Liebigkoeler
De meest eenvoudige versie van een waterkoeler is de liebigkoeler. De opbouw is zoals beschreven in de inleiding. Een liebigkoeler wordt gebruikt bij eenvoudige destillaties.

#### Grahamkoeler
Een grahamkoeler bezit geen dunne holle buis in het midden, maar een spiraalvormige holle buis. Er bestaan twee mogelijk varianten:
- Bij de eerste bevat de spiraal het koelmiddel en worden de te condenseren gassen in de tussenruimte geleid. Dit leidt tot een verhoging van het koeloppervlak.
- Bij de tweede variant is het net andersom: de koeling vindt plaats in de spiraal zelf. Dit leidt tot een maximale opbrengst aan condensaat, omdat de dampen door de volledige spiraal moeten vloeien.

#### Dimrothkoeler
Een dimrothkoeler is een modificatie van de grahamkoeler. Er is een dubbele koelspiraal aanwezig, waardoor de in- en uitgang van de spiraal aan eenzelfde kant zitten.

#### Bolkoeler
Een bolkoeler of allihn koeler bestaat uit een interne kolom die bolvormige uitstulpingen vertoont. Dit soort koeler wordt gebruikt bij het refluxen.